# The Datsuns
The Datsuns är ett hårdrocksband från Cambridge i Nya Zeeland, bildat 2000.
The Datsuns bildades 1997 som Trinket av Dolf de Borst (sång, bas), Phil Buscke (gitarr) och Matt Osment (trummor). Senare samma år gick Christian Livingstone med i bandet som andregitarrist. Bandet ställde 1999 upp i radiokanalen 89 FM:s tävling "Battle of the Bands" och vann.
I augusti 2000 gav bandet ut sin första singelskiva, Supergyration, under sitt nya namn The Datsuns. Efter framgångar i Storbritannien släppte de sitt första album 2002, The Datsuns. Det blev framgångsrikt i såväl Storbritannien som i Australien och Nya Zeeland. Bandet vann flera priser, bland dem NME:s "Best Live Band" och New Zealand Music Awards "Best Album", "Best Group" och "Breakthrough Artist". Bandet spelade på Ozzfest 2003 och var förband åt Metallica på deras Australien-turné 2004. 
The Datsuns andra album, Outta Sight, Outta Mind, producerades av John Paul Jones från Led Zeppelin och gavs ut 2004. Det rönte inte samma framgångar som det första albumet. Efter det tredje albumet, Smoke & Mirrors (2006), bytte bandet trummisen Matt Osment mot Ben Cole.
de Borst är även basist i bandet Imperial State Electric från och med 2010. Han fick under våren 2018 samma position i The Hellacopters.

## Diskografi

### Album
- 2002 – The Datsuns
- 2004 – Outta Sight, Outta Mind
- 2006 – Smoke & Mirrors
- 2008 – Head Stunts
- 2012 - Death Rattle Boogie

### EP
- 2003 – Harmonic Generator
- 2006 – Stuck Here for Days

### Singlar
- Supergyration
- Fink for the Man
- Lady
- In Love
- 2003 – Harmonic Generator (Intermodulator)
- 2003 – Mother Fucker from Hell
- 2004 – Blacken My Thumb
- 2004 – Girl's Best Friend
- 2006 – Stuck Here for Days
- 2006 – System Overload
- 2008 – High School Hoodlums
- 2008 – Human Error
- 2009 – So Long